# Карусель (шаховий маневр)
Маневр «карусель» — ідея в шаховій композиції у багатоходових задачах і етюдах. Суть ідеї — тура чи ферзь ходить на всі кути шахівниці, починаючи робити перший хід з певного кута і закінчує рух на полі, з якого починався маневр.

## Історія
Над цією ідеєю працювали шахові композитори ще в кінці XIX століття.
В задачі або в етюді для досягнення мети тура або ферзь, починають робити тематичні ходи з певного кута шахівниці, відвідує решта всі кути, і приходить на кут шахівниці, з якого було почато маневр.
Оскільки маршрут тематичної фігури нагадує рух по кругу, ідея дістала назву — маневр «карусель».
|   | a | b | c | d | e | f | g | h |   |
| 8 | d7 білий слон · b6 білий король · d6 чорний пішак · c5 чорний пішак · d5 білий кінь · e5 чорний король · c4 чорний слон · d4 чорний кінь · f4 чорний слон · d3 чорний пішак · f2 білий кінь · a1 білий ферзь | d7 білий слон · b6 білий король · d6 чорний пішак · c5 чорний пішак · d5 білий кінь · e5 чорний король · c4 чорний слон · d4 чорний кінь · f4 чорний слон · d3 чорний пішак · f2 білий кінь · a1 білий ферзь | d7 білий слон · b6 білий король · d6 чорний пішак · c5 чорний пішак · d5 білий кінь · e5 чорний король · c4 чорний слон · d4 чорний кінь · f4 чорний слон · d3 чорний пішак · f2 білий кінь · a1 білий ферзь | d7 білий слон · b6 білий король · d6 чорний пішак · c5 чорний пішак · d5 білий кінь · e5 чорний король · c4 чорний слон · d4 чорний кінь · f4 чорний слон · d3 чорний пішак · f2 білий кінь · a1 білий ферзь | d7 білий слон · b6 білий король · d6 чорний пішак · c5 чорний пішак · d5 білий кінь · e5 чорний король · c4 чорний слон · d4 чорний кінь · f4 чорний слон · d3 чорний пішак · f2 білий кінь · a1 білий ферзь | d7 білий слон · b6 білий король · d6 чорний пішак · c5 чорний пішак · d5 білий кінь · e5 чорний король · c4 чорний слон · d4 чорний кінь · f4 чорний слон · d3 чорний пішак · f2 білий кінь · a1 білий ферзь | d7 білий слон · b6 білий король · d6 чорний пішак · c5 чорний пішак · d5 білий кінь · e5 чорний король · c4 чорний слон · d4 чорний кінь · f4 чорний слон · d3 чорний пішак · f2 білий кінь · a1 білий ферзь | d7 білий слон · b6 білий король · d6 чорний пішак · c5 чорний пішак · d5 білий кінь · e5 чорний король · c4 чорний слон · d4 чорний кінь · f4 чорний слон · d3 чорний пішак · f2 білий кінь · a1 білий ферзь | 8 |
| 7 | d7 білий слон · b6 білий король · d6 чорний пішак · c5 чорний пішак · d5 білий кінь · e5 чорний король · c4 чорний слон · d4 чорний кінь · f4 чорний слон · d3 чорний пішак · f2 білий кінь · a1 білий ферзь | d7 білий слон · b6 білий король · d6 чорний пішак · c5 чорний пішак · d5 білий кінь · e5 чорний король · c4 чорний слон · d4 чорний кінь · f4 чорний слон · d3 чорний пішак · f2 білий кінь · a1 білий ферзь | d7 білий слон · b6 білий король · d6 чорний пішак · c5 чорний пішак · d5 білий кінь · e5 чорний король · c4 чорний слон · d4 чорний кінь · f4 чорний слон · d3 чорний пішак · f2 білий кінь · a1 білий ферзь | d7 білий слон · b6 білий король · d6 чорний пішак · c5 чорний пішак · d5 білий кінь · e5 чорний король · c4 чорний слон · d4 чорний кінь · f4 чорний слон · d3 чорний пішак · f2 білий кінь · a1 білий ферзь | d7 білий слон · b6 білий король · d6 чорний пішак · c5 чорний пішак · d5 білий кінь · e5 чорний король · c4 чорний слон · d4 чорний кінь · f4 чорний слон · d3 чорний пішак · f2 білий кінь · a1 білий ферзь | d7 білий слон · b6 білий король · d6 чорний пішак · c5 чорний пішак · d5 білий кінь · e5 чорний король · c4 чорний слон · d4 чорний кінь · f4 чорний слон · d3 чорний пішак · f2 білий кінь · a1 білий ферзь | d7 білий слон · b6 білий король · d6 чорний пішак · c5 чорний пішак · d5 білий кінь · e5 чорний король · c4 чорний слон · d4 чорний кінь · f4 чорний слон · d3 чорний пішак · f2 білий кінь · a1 білий ферзь | d7 білий слон · b6 білий король · d6 чорний пішак · c5 чорний пішак · d5 білий кінь · e5 чорний король · c4 чорний слон · d4 чорний кінь · f4 чорний слон · d3 чорний пішак · f2 білий кінь · a1 білий ферзь | 7 |
| 6 | d7 білий слон · b6 білий король · d6 чорний пішак · c5 чорний пішак · d5 білий кінь · e5 чорний король · c4 чорний слон · d4 чорний кінь · f4 чорний слон · d3 чорний пішак · f2 білий кінь · a1 білий ферзь | d7 білий слон · b6 білий король · d6 чорний пішак · c5 чорний пішак · d5 білий кінь · e5 чорний король · c4 чорний слон · d4 чорний кінь · f4 чорний слон · d3 чорний пішак · f2 білий кінь · a1 білий ферзь | d7 білий слон · b6 білий король · d6 чорний пішак · c5 чорний пішак · d5 білий кінь · e5 чорний король · c4 чорний слон · d4 чорний кінь · f4 чорний слон · d3 чорний пішак · f2 білий кінь · a1 білий ферзь | d7 білий слон · b6 білий король · d6 чорний пішак · c5 чорний пішак · d5 білий кінь · e5 чорний король · c4 чорний слон · d4 чорний кінь · f4 чорний слон · d3 чорний пішак · f2 білий кінь · a1 білий ферзь | d7 білий слон · b6 білий король · d6 чорний пішак · c5 чорний пішак · d5 білий кінь · e5 чорний король · c4 чорний слон · d4 чорний кінь · f4 чорний слон · d3 чорний пішак · f2 білий кінь · a1 білий ферзь | d7 білий слон · b6 білий король · d6 чорний пішак · c5 чорний пішак · d5 білий кінь · e5 чорний король · c4 чорний слон · d4 чорний кінь · f4 чорний слон · d3 чорний пішак · f2 білий кінь · a1 білий ферзь | d7 білий слон · b6 білий король · d6 чорний пішак · c5 чорний пішак · d5 білий кінь · e5 чорний король · c4 чорний слон · d4 чорний кінь · f4 чорний слон · d3 чорний пішак · f2 білий кінь · a1 білий ферзь | d7 білий слон · b6 білий король · d6 чорний пішак · c5 чорний пішак · d5 білий кінь · e5 чорний король · c4 чорний слон · d4 чорний кінь · f4 чорний слон · d3 чорний пішак · f2 білий кінь · a1 білий ферзь | 6 |
| 5 | d7 білий слон · b6 білий король · d6 чорний пішак · c5 чорний пішак · d5 білий кінь · e5 чорний король · c4 чорний слон · d4 чорний кінь · f4 чорний слон · d3 чорний пішак · f2 білий кінь · a1 білий ферзь | d7 білий слон · b6 білий король · d6 чорний пішак · c5 чорний пішак · d5 білий кінь · e5 чорний король · c4 чорний слон · d4 чорний кінь · f4 чорний слон · d3 чорний пішак · f2 білий кінь · a1 білий ферзь | d7 білий слон · b6 білий король · d6 чорний пішак · c5 чорний пішак · d5 білий кінь · e5 чорний король · c4 чорний слон · d4 чорний кінь · f4 чорний слон · d3 чорний пішак · f2 білий кінь · a1 білий ферзь | d7 білий слон · b6 білий король · d6 чорний пішак · c5 чорний пішак · d5 білий кінь · e5 чорний король · c4 чорний слон · d4 чорний кінь · f4 чорний слон · d3 чорний пішак · f2 білий кінь · a1 білий ферзь | d7 білий слон · b6 білий король · d6 чорний пішак · c5 чорний пішак · d5 білий кінь · e5 чорний король · c4 чорний слон · d4 чорний кінь · f4 чорний слон · d3 чорний пішак · f2 білий кінь · a1 білий ферзь | d7 білий слон · b6 білий король · d6 чорний пішак · c5 чорний пішак · d5 білий кінь · e5 чорний король · c4 чорний слон · d4 чорний кінь · f4 чорний слон · d3 чорний пішак · f2 білий кінь · a1 білий ферзь | d7 білий слон · b6 білий король · d6 чорний пішак · c5 чорний пішак · d5 білий кінь · e5 чорний король · c4 чорний слон · d4 чорний кінь · f4 чорний слон · d3 чорний пішак · f2 білий кінь · a1 білий ферзь | d7 білий слон · b6 білий король · d6 чорний пішак · c5 чорний пішак · d5 білий кінь · e5 чорний король · c4 чорний слон · d4 чорний кінь · f4 чорний слон · d3 чорний пішак · f2 білий кінь · a1 білий ферзь | 5 |
| 4 | d7 білий слон · b6 білий король · d6 чорний пішак · c5 чорний пішак · d5 білий кінь · e5 чорний король · c4 чорний слон · d4 чорний кінь · f4 чорний слон · d3 чорний пішак · f2 білий кінь · a1 білий ферзь | d7 білий слон · b6 білий король · d6 чорний пішак · c5 чорний пішак · d5 білий кінь · e5 чорний король · c4 чорний слон · d4 чорний кінь · f4 чорний слон · d3 чорний пішак · f2 білий кінь · a1 білий ферзь | d7 білий слон · b6 білий король · d6 чорний пішак · c5 чорний пішак · d5 білий кінь · e5 чорний король · c4 чорний слон · d4 чорний кінь · f4 чорний слон · d3 чорний пішак · f2 білий кінь · a1 білий ферзь | d7 білий слон · b6 білий король · d6 чорний пішак · c5 чорний пішак · d5 білий кінь · e5 чорний король · c4 чорний слон · d4 чорний кінь · f4 чорний слон · d3 чорний пішак · f2 білий кінь · a1 білий ферзь | d7 білий слон · b6 білий король · d6 чорний пішак · c5 чорний пішак · d5 білий кінь · e5 чорний король · c4 чорний слон · d4 чорний кінь · f4 чорний слон · d3 чорний пішак · f2 білий кінь · a1 білий ферзь | d7 білий слон · b6 білий король · d6 чорний пішак · c5 чорний пішак · d5 білий кінь · e5 чорний король · c4 чорний слон · d4 чорний кінь · f4 чорний слон · d3 чорний пішак · f2 білий кінь · a1 білий ферзь | d7 білий слон · b6 білий король · d6 чорний пішак · c5 чорний пішак · d5 білий кінь · e5 чорний король · c4 чорний слон · d4 чорний кінь · f4 чорний слон · d3 чорний пішак · f2 білий кінь · a1 білий ферзь | d7 білий слон · b6 білий король · d6 чорний пішак · c5 чорний пішак · d5 білий кінь · e5 чорний король · c4 чорний слон · d4 чорний кінь · f4 чорний слон · d3 чорний пішак · f2 білий кінь · a1 білий ферзь | 4 |
| 3 | d7 білий слон · b6 білий король · d6 чорний пішак · c5 чорний пішак · d5 білий кінь · e5 чорний король · c4 чорний слон · d4 чорний кінь · f4 чорний слон · d3 чорний пішак · f2 білий кінь · a1 білий ферзь | d7 білий слон · b6 білий король · d6 чорний пішак · c5 чорний пішак · d5 білий кінь · e5 чорний король · c4 чорний слон · d4 чорний кінь · f4 чорний слон · d3 чорний пішак · f2 білий кінь · a1 білий ферзь | d7 білий слон · b6 білий король · d6 чорний пішак · c5 чорний пішак · d5 білий кінь · e5 чорний король · c4 чорний слон · d4 чорний кінь · f4 чорний слон · d3 чорний пішак · f2 білий кінь · a1 білий ферзь | d7 білий слон · b6 білий король · d6 чорний пішак · c5 чорний пішак · d5 білий кінь · e5 чорний король · c4 чорний слон · d4 чорний кінь · f4 чорний слон · d3 чорний пішак · f2 білий кінь · a1 білий ферзь | d7 білий слон · b6 білий король · d6 чорний пішак · c5 чорний пішак · d5 білий кінь · e5 чорний король · c4 чорний слон · d4 чорний кінь · f4 чорний слон · d3 чорний пішак · f2 білий кінь · a1 білий ферзь | d7 білий слон · b6 білий король · d6 чорний пішак · c5 чорний пішак · d5 білий кінь · e5 чорний король · c4 чорний слон · d4 чорний кінь · f4 чорний слон · d3 чорний пішак · f2 білий кінь · a1 білий ферзь | d7 білий слон · b6 білий король · d6 чорний пішак · c5 чорний пішак · d5 білий кінь · e5 чорний король · c4 чорний слон · d4 чорний кінь · f4 чорний слон · d3 чорний пішак · f2 білий кінь · a1 білий ферзь | d7 білий слон · b6 білий король · d6 чорний пішак · c5 чорний пішак · d5 білий кінь · e5 чорний король · c4 чорний слон · d4 чорний кінь · f4 чорний слон · d3 чорний пішак · f2 білий кінь · a1 білий ферзь | 3 |
| 2 | d7 білий слон · b6 білий король · d6 чорний пішак · c5 чорний пішак · d5 білий кінь · e5 чорний король · c4 чорний слон · d4 чорний кінь · f4 чорний слон · d3 чорний пішак · f2 білий кінь · a1 білий ферзь | d7 білий слон · b6 білий король · d6 чорний пішак · c5 чорний пішак · d5 білий кінь · e5 чорний король · c4 чорний слон · d4 чорний кінь · f4 чорний слон · d3 чорний пішак · f2 білий кінь · a1 білий ферзь | d7 білий слон · b6 білий король · d6 чорний пішак · c5 чорний пішак · d5 білий кінь · e5 чорний король · c4 чорний слон · d4 чорний кінь · f4 чорний слон · d3 чорний пішак · f2 білий кінь · a1 білий ферзь | d7 білий слон · b6 білий король · d6 чорний пішак · c5 чорний пішак · d5 білий кінь · e5 чорний король · c4 чорний слон · d4 чорний кінь · f4 чорний слон · d3 чорний пішак · f2 білий кінь · a1 білий ферзь | d7 білий слон · b6 білий король · d6 чорний пішак · c5 чорний пішак · d5 білий кінь · e5 чорний король · c4 чорний слон · d4 чорний кінь · f4 чорний слон · d3 чорний пішак · f2 білий кінь · a1 білий ферзь | d7 білий слон · b6 білий король · d6 чорний пішак · c5 чорний пішак · d5 білий кінь · e5 чорний король · c4 чорний слон · d4 чорний кінь · f4 чорний слон · d3 чорний пішак · f2 білий кінь · a1 білий ферзь | d7 білий слон · b6 білий король · d6 чорний пішак · c5 чорний пішак · d5 білий кінь · e5 чорний король · c4 чорний слон · d4 чорний кінь · f4 чорний слон · d3 чорний пішак · f2 білий кінь · a1 білий ферзь | d7 білий слон · b6 білий король · d6 чорний пішак · c5 чорний пішак · d5 білий кінь · e5 чорний король · c4 чорний слон · d4 чорний кінь · f4 чорний слон · d3 чорний пішак · f2 білий кінь · a1 білий ферзь | 2 |
| 1 | d7 білий слон · b6 білий король · d6 чорний пішак · c5 чорний пішак · d5 білий кінь · e5 чорний король · c4 чорний слон · d4 чорний кінь · f4 чорний слон · d3 чорний пішак · f2 білий кінь · a1 білий ферзь | d7 білий слон · b6 білий король · d6 чорний пішак · c5 чорний пішак · d5 білий кінь · e5 чорний король · c4 чорний слон · d4 чорний кінь · f4 чорний слон · d3 чорний пішак · f2 білий кінь · a1 білий ферзь | d7 білий слон · b6 білий король · d6 чорний пішак · c5 чорний пішак · d5 білий кінь · e5 чорний король · c4 чорний слон · d4 чорний кінь · f4 чорний слон · d3 чорний пішак · f2 білий кінь · a1 білий ферзь | d7 білий слон · b6 білий король · d6 чорний пішак · c5 чорний пішак · d5 білий кінь · e5 чорний король · c4 чорний слон · d4 чорний кінь · f4 чорний слон · d3 чорний пішак · f2 білий кінь · a1 білий ферзь | d7 білий слон · b6 білий король · d6 чорний пішак · c5 чорний пішак · d5 білий кінь · e5 чорний король · c4 чорний слон · d4 чорний кінь · f4 чорний слон · d3 чорний пішак · f2 білий кінь · a1 білий ферзь | d7 білий слон · b6 білий король · d6 чорний пішак · c5 чорний пішак · d5 білий кінь · e5 чорний король · c4 чорний слон · d4 чорний кінь · f4 чорний слон · d3 чорний пішак · f2 білий кінь · a1 білий ферзь | d7 білий слон · b6 білий король · d6 чорний пішак · c5 чорний пішак · d5 білий кінь · e5 чорний король · c4 чорний слон · d4 чорний кінь · f4 чорний слон · d3 чорний пішак · f2 білий кінь · a1 білий ферзь | d7 білий слон · b6 білий король · d6 чорний пішак · c5 чорний пішак · d5 білий кінь · e5 чорний король · c4 чорний слон · d4 чорний кінь · f4 чорний слон · d3 чорний пішак · f2 білий кінь · a1 білий ферзь | 1 |
|   | a | b | c | d | e | f | g | h |   |

FEN: 8/3B4/1K1p4/2pNk3/2bn1b2/3p4/5N2/Q7
1. Qa1—a8! ~ 2. Sg4+ Ke4 3. Sc3, Sdf6#
1. … Se6 2. Qh8+! Sg7 3. Qh1! Bxd5 4. Qa1#
|   | a | b | c | d | e | f | g | h |   |
| 8 | e7 чорний пішак · d6 чорний пішак · e6 чорний пішак · b5 білий король · c5 чорний слон · g5 білий кінь · d4 чорний король · e4 білий слон · c3 чорний пішак · d2 чорний пішак · e2 чорний пішак · f2 білий пішак · a1 білий ферзь | e7 чорний пішак · d6 чорний пішак · e6 чорний пішак · b5 білий король · c5 чорний слон · g5 білий кінь · d4 чорний король · e4 білий слон · c3 чорний пішак · d2 чорний пішак · e2 чорний пішак · f2 білий пішак · a1 білий ферзь | e7 чорний пішак · d6 чорний пішак · e6 чорний пішак · b5 білий король · c5 чорний слон · g5 білий кінь · d4 чорний король · e4 білий слон · c3 чорний пішак · d2 чорний пішак · e2 чорний пішак · f2 білий пішак · a1 білий ферзь | e7 чорний пішак · d6 чорний пішак · e6 чорний пішак · b5 білий король · c5 чорний слон · g5 білий кінь · d4 чорний король · e4 білий слон · c3 чорний пішак · d2 чорний пішак · e2 чорний пішак · f2 білий пішак · a1 білий ферзь | e7 чорний пішак · d6 чорний пішак · e6 чорний пішак · b5 білий король · c5 чорний слон · g5 білий кінь · d4 чорний король · e4 білий слон · c3 чорний пішак · d2 чорний пішак · e2 чорний пішак · f2 білий пішак · a1 білий ферзь | e7 чорний пішак · d6 чорний пішак · e6 чорний пішак · b5 білий король · c5 чорний слон · g5 білий кінь · d4 чорний король · e4 білий слон · c3 чорний пішак · d2 чорний пішак · e2 чорний пішак · f2 білий пішак · a1 білий ферзь | e7 чорний пішак · d6 чорний пішак · e6 чорний пішак · b5 білий король · c5 чорний слон · g5 білий кінь · d4 чорний король · e4 білий слон · c3 чорний пішак · d2 чорний пішак · e2 чорний пішак · f2 білий пішак · a1 білий ферзь | e7 чорний пішак · d6 чорний пішак · e6 чорний пішак · b5 білий король · c5 чорний слон · g5 білий кінь · d4 чорний король · e4 білий слон · c3 чорний пішак · d2 чорний пішак · e2 чорний пішак · f2 білий пішак · a1 білий ферзь | 8 |
| 7 | e7 чорний пішак · d6 чорний пішак · e6 чорний пішак · b5 білий король · c5 чорний слон · g5 білий кінь · d4 чорний король · e4 білий слон · c3 чорний пішак · d2 чорний пішак · e2 чорний пішак · f2 білий пішак · a1 білий ферзь | e7 чорний пішак · d6 чорний пішак · e6 чорний пішак · b5 білий король · c5 чорний слон · g5 білий кінь · d4 чорний король · e4 білий слон · c3 чорний пішак · d2 чорний пішак · e2 чорний пішак · f2 білий пішак · a1 білий ферзь | e7 чорний пішак · d6 чорний пішак · e6 чорний пішак · b5 білий король · c5 чорний слон · g5 білий кінь · d4 чорний король · e4 білий слон · c3 чорний пішак · d2 чорний пішак · e2 чорний пішак · f2 білий пішак · a1 білий ферзь | e7 чорний пішак · d6 чорний пішак · e6 чорний пішак · b5 білий король · c5 чорний слон · g5 білий кінь · d4 чорний король · e4 білий слон · c3 чорний пішак · d2 чорний пішак · e2 чорний пішак · f2 білий пішак · a1 білий ферзь | e7 чорний пішак · d6 чорний пішак · e6 чорний пішак · b5 білий король · c5 чорний слон · g5 білий кінь · d4 чорний король · e4 білий слон · c3 чорний пішак · d2 чорний пішак · e2 чорний пішак · f2 білий пішак · a1 білий ферзь | e7 чорний пішак · d6 чорний пішак · e6 чорний пішак · b5 білий король · c5 чорний слон · g5 білий кінь · d4 чорний король · e4 білий слон · c3 чорний пішак · d2 чорний пішак · e2 чорний пішак · f2 білий пішак · a1 білий ферзь | e7 чорний пішак · d6 чорний пішак · e6 чорний пішак · b5 білий король · c5 чорний слон · g5 білий кінь · d4 чорний король · e4 білий слон · c3 чорний пішак · d2 чорний пішак · e2 чорний пішак · f2 білий пішак · a1 білий ферзь | e7 чорний пішак · d6 чорний пішак · e6 чорний пішак · b5 білий король · c5 чорний слон · g5 білий кінь · d4 чорний король · e4 білий слон · c3 чорний пішак · d2 чорний пішак · e2 чорний пішак · f2 білий пішак · a1 білий ферзь | 7 |
| 6 | e7 чорний пішак · d6 чорний пішак · e6 чорний пішак · b5 білий король · c5 чорний слон · g5 білий кінь · d4 чорний король · e4 білий слон · c3 чорний пішак · d2 чорний пішак · e2 чорний пішак · f2 білий пішак · a1 білий ферзь | e7 чорний пішак · d6 чорний пішак · e6 чорний пішак · b5 білий король · c5 чорний слон · g5 білий кінь · d4 чорний король · e4 білий слон · c3 чорний пішак · d2 чорний пішак · e2 чорний пішак · f2 білий пішак · a1 білий ферзь | e7 чорний пішак · d6 чорний пішак · e6 чорний пішак · b5 білий король · c5 чорний слон · g5 білий кінь · d4 чорний король · e4 білий слон · c3 чорний пішак · d2 чорний пішак · e2 чорний пішак · f2 білий пішак · a1 білий ферзь | e7 чорний пішак · d6 чорний пішак · e6 чорний пішак · b5 білий король · c5 чорний слон · g5 білий кінь · d4 чорний король · e4 білий слон · c3 чорний пішак · d2 чорний пішак · e2 чорний пішак · f2 білий пішак · a1 білий ферзь | e7 чорний пішак · d6 чорний пішак · e6 чорний пішак · b5 білий король · c5 чорний слон · g5 білий кінь · d4 чорний король · e4 білий слон · c3 чорний пішак · d2 чорний пішак · e2 чорний пішак · f2 білий пішак · a1 білий ферзь | e7 чорний пішак · d6 чорний пішак · e6 чорний пішак · b5 білий король · c5 чорний слон · g5 білий кінь · d4 чорний король · e4 білий слон · c3 чорний пішак · d2 чорний пішак · e2 чорний пішак · f2 білий пішак · a1 білий ферзь | e7 чорний пішак · d6 чорний пішак · e6 чорний пішак · b5 білий король · c5 чорний слон · g5 білий кінь · d4 чорний король · e4 білий слон · c3 чорний пішак · d2 чорний пішак · e2 чорний пішак · f2 білий пішак · a1 білий ферзь | e7 чорний пішак · d6 чорний пішак · e6 чорний пішак · b5 білий король · c5 чорний слон · g5 білий кінь · d4 чорний король · e4 білий слон · c3 чорний пішак · d2 чорний пішак · e2 чорний пішак · f2 білий пішак · a1 білий ферзь | 6 |
| 5 | e7 чорний пішак · d6 чорний пішак · e6 чорний пішак · b5 білий король · c5 чорний слон · g5 білий кінь · d4 чорний король · e4 білий слон · c3 чорний пішак · d2 чорний пішак · e2 чорний пішак · f2 білий пішак · a1 білий ферзь | e7 чорний пішак · d6 чорний пішак · e6 чорний пішак · b5 білий король · c5 чорний слон · g5 білий кінь · d4 чорний король · e4 білий слон · c3 чорний пішак · d2 чорний пішак · e2 чорний пішак · f2 білий пішак · a1 білий ферзь | e7 чорний пішак · d6 чорний пішак · e6 чорний пішак · b5 білий король · c5 чорний слон · g5 білий кінь · d4 чорний король · e4 білий слон · c3 чорний пішак · d2 чорний пішак · e2 чорний пішак · f2 білий пішак · a1 білий ферзь | e7 чорний пішак · d6 чорний пішак · e6 чорний пішак · b5 білий король · c5 чорний слон · g5 білий кінь · d4 чорний король · e4 білий слон · c3 чорний пішак · d2 чорний пішак · e2 чорний пішак · f2 білий пішак · a1 білий ферзь | e7 чорний пішак · d6 чорний пішак · e6 чорний пішак · b5 білий король · c5 чорний слон · g5 білий кінь · d4 чорний король · e4 білий слон · c3 чорний пішак · d2 чорний пішак · e2 чорний пішак · f2 білий пішак · a1 білий ферзь | e7 чорний пішак · d6 чорний пішак · e6 чорний пішак · b5 білий король · c5 чорний слон · g5 білий кінь · d4 чорний король · e4 білий слон · c3 чорний пішак · d2 чорний пішак · e2 чорний пішак · f2 білий пішак · a1 білий ферзь | e7 чорний пішак · d6 чорний пішак · e6 чорний пішак · b5 білий король · c5 чорний слон · g5 білий кінь · d4 чорний король · e4 білий слон · c3 чорний пішак · d2 чорний пішак · e2 чорний пішак · f2 білий пішак · a1 білий ферзь | e7 чорний пішак · d6 чорний пішак · e6 чорний пішак · b5 білий король · c5 чорний слон · g5 білий кінь · d4 чорний король · e4 білий слон · c3 чорний пішак · d2 чорний пішак · e2 чорний пішак · f2 білий пішак · a1 білий ферзь | 5 |
| 4 | e7 чорний пішак · d6 чорний пішак · e6 чорний пішак · b5 білий король · c5 чорний слон · g5 білий кінь · d4 чорний король · e4 білий слон · c3 чорний пішак · d2 чорний пішак · e2 чорний пішак · f2 білий пішак · a1 білий ферзь | e7 чорний пішак · d6 чорний пішак · e6 чорний пішак · b5 білий король · c5 чорний слон · g5 білий кінь · d4 чорний король · e4 білий слон · c3 чорний пішак · d2 чорний пішак · e2 чорний пішак · f2 білий пішак · a1 білий ферзь | e7 чорний пішак · d6 чорний пішак · e6 чорний пішак · b5 білий король · c5 чорний слон · g5 білий кінь · d4 чорний король · e4 білий слон · c3 чорний пішак · d2 чорний пішак · e2 чорний пішак · f2 білий пішак · a1 білий ферзь | e7 чорний пішак · d6 чорний пішак · e6 чорний пішак · b5 білий король · c5 чорний слон · g5 білий кінь · d4 чорний король · e4 білий слон · c3 чорний пішак · d2 чорний пішак · e2 чорний пішак · f2 білий пішак · a1 білий ферзь | e7 чорний пішак · d6 чорний пішак · e6 чорний пішак · b5 білий король · c5 чорний слон · g5 білий кінь · d4 чорний король · e4 білий слон · c3 чорний пішак · d2 чорний пішак · e2 чорний пішак · f2 білий пішак · a1 білий ферзь | e7 чорний пішак · d6 чорний пішак · e6 чорний пішак · b5 білий король · c5 чорний слон · g5 білий кінь · d4 чорний король · e4 білий слон · c3 чорний пішак · d2 чорний пішак · e2 чорний пішак · f2 білий пішак · a1 білий ферзь | e7 чорний пішак · d6 чорний пішак · e6 чорний пішак · b5 білий король · c5 чорний слон · g5 білий кінь · d4 чорний король · e4 білий слон · c3 чорний пішак · d2 чорний пішак · e2 чорний пішак · f2 білий пішак · a1 білий ферзь | e7 чорний пішак · d6 чорний пішак · e6 чорний пішак · b5 білий король · c5 чорний слон · g5 білий кінь · d4 чорний король · e4 білий слон · c3 чорний пішак · d2 чорний пішак · e2 чорний пішак · f2 білий пішак · a1 білий ферзь | 4 |
| 3 | e7 чорний пішак · d6 чорний пішак · e6 чорний пішак · b5 білий король · c5 чорний слон · g5 білий кінь · d4 чорний король · e4 білий слон · c3 чорний пішак · d2 чорний пішак · e2 чорний пішак · f2 білий пішак · a1 білий ферзь | e7 чорний пішак · d6 чорний пішак · e6 чорний пішак · b5 білий король · c5 чорний слон · g5 білий кінь · d4 чорний король · e4 білий слон · c3 чорний пішак · d2 чорний пішак · e2 чорний пішак · f2 білий пішак · a1 білий ферзь | e7 чорний пішак · d6 чорний пішак · e6 чорний пішак · b5 білий король · c5 чорний слон · g5 білий кінь · d4 чорний король · e4 білий слон · c3 чорний пішак · d2 чорний пішак · e2 чорний пішак · f2 білий пішак · a1 білий ферзь | e7 чорний пішак · d6 чорний пішак · e6 чорний пішак · b5 білий король · c5 чорний слон · g5 білий кінь · d4 чорний король · e4 білий слон · c3 чорний пішак · d2 чорний пішак · e2 чорний пішак · f2 білий пішак · a1 білий ферзь | e7 чорний пішак · d6 чорний пішак · e6 чорний пішак · b5 білий король · c5 чорний слон · g5 білий кінь · d4 чорний король · e4 білий слон · c3 чорний пішак · d2 чорний пішак · e2 чорний пішак · f2 білий пішак · a1 білий ферзь | e7 чорний пішак · d6 чорний пішак · e6 чорний пішак · b5 білий король · c5 чорний слон · g5 білий кінь · d4 чорний король · e4 білий слон · c3 чорний пішак · d2 чорний пішак · e2 чорний пішак · f2 білий пішак · a1 білий ферзь | e7 чорний пішак · d6 чорний пішак · e6 чорний пішак · b5 білий король · c5 чорний слон · g5 білий кінь · d4 чорний король · e4 білий слон · c3 чорний пішак · d2 чорний пішак · e2 чорний пішак · f2 білий пішак · a1 білий ферзь | e7 чорний пішак · d6 чорний пішак · e6 чорний пішак · b5 білий король · c5 чорний слон · g5 білий кінь · d4 чорний король · e4 білий слон · c3 чорний пішак · d2 чорний пішак · e2 чорний пішак · f2 білий пішак · a1 білий ферзь | 3 |
| 2 | e7 чорний пішак · d6 чорний пішак · e6 чорний пішак · b5 білий король · c5 чорний слон · g5 білий кінь · d4 чорний король · e4 білий слон · c3 чорний пішак · d2 чорний пішак · e2 чорний пішак · f2 білий пішак · a1 білий ферзь | e7 чорний пішак · d6 чорний пішак · e6 чорний пішак · b5 білий король · c5 чорний слон · g5 білий кінь · d4 чорний король · e4 білий слон · c3 чорний пішак · d2 чорний пішак · e2 чорний пішак · f2 білий пішак · a1 білий ферзь | e7 чорний пішак · d6 чорний пішак · e6 чорний пішак · b5 білий король · c5 чорний слон · g5 білий кінь · d4 чорний король · e4 білий слон · c3 чорний пішак · d2 чорний пішак · e2 чорний пішак · f2 білий пішак · a1 білий ферзь | e7 чорний пішак · d6 чорний пішак · e6 чорний пішак · b5 білий король · c5 чорний слон · g5 білий кінь · d4 чорний король · e4 білий слон · c3 чорний пішак · d2 чорний пішак · e2 чорний пішак · f2 білий пішак · a1 білий ферзь | e7 чорний пішак · d6 чорний пішак · e6 чорний пішак · b5 білий король · c5 чорний слон · g5 білий кінь · d4 чорний король · e4 білий слон · c3 чорний пішак · d2 чорний пішак · e2 чорний пішак · f2 білий пішак · a1 білий ферзь | e7 чорний пішак · d6 чорний пішак · e6 чорний пішак · b5 білий король · c5 чорний слон · g5 білий кінь · d4 чорний король · e4 білий слон · c3 чорний пішак · d2 чорний пішак · e2 чорний пішак · f2 білий пішак · a1 білий ферзь | e7 чорний пішак · d6 чорний пішак · e6 чорний пішак · b5 білий король · c5 чорний слон · g5 білий кінь · d4 чорний король · e4 білий слон · c3 чорний пішак · d2 чорний пішак · e2 чорний пішак · f2 білий пішак · a1 білий ферзь | e7 чорний пішак · d6 чорний пішак · e6 чорний пішак · b5 білий король · c5 чорний слон · g5 білий кінь · d4 чорний король · e4 білий слон · c3 чорний пішак · d2 чорний пішак · e2 чорний пішак · f2 білий пішак · a1 білий ферзь | 2 |
| 1 | e7 чорний пішак · d6 чорний пішак · e6 чорний пішак · b5 білий король · c5 чорний слон · g5 білий кінь · d4 чорний король · e4 білий слон · c3 чорний пішак · d2 чорний пішак · e2 чорний пішак · f2 білий пішак · a1 білий ферзь | e7 чорний пішак · d6 чорний пішак · e6 чорний пішак · b5 білий король · c5 чорний слон · g5 білий кінь · d4 чорний король · e4 білий слон · c3 чорний пішак · d2 чорний пішак · e2 чорний пішак · f2 білий пішак · a1 білий ферзь | e7 чорний пішак · d6 чорний пішак · e6 чорний пішак · b5 білий король · c5 чорний слон · g5 білий кінь · d4 чорний король · e4 білий слон · c3 чорний пішак · d2 чорний пішак · e2 чорний пішак · f2 білий пішак · a1 білий ферзь | e7 чорний пішак · d6 чорний пішак · e6 чорний пішак · b5 білий король · c5 чорний слон · g5 білий кінь · d4 чорний король · e4 білий слон · c3 чорний пішак · d2 чорний пішак · e2 чорний пішак · f2 білий пішак · a1 білий ферзь | e7 чорний пішак · d6 чорний пішак · e6 чорний пішак · b5 білий король · c5 чорний слон · g5 білий кінь · d4 чорний король · e4 білий слон · c3 чорний пішак · d2 чорний пішак · e2 чорний пішак · f2 білий пішак · a1 білий ферзь | e7 чорний пішак · d6 чорний пішак · e6 чорний пішак · b5 білий король · c5 чорний слон · g5 білий кінь · d4 чорний король · e4 білий слон · c3 чорний пішак · d2 чорний пішак · e2 чорний пішак · f2 білий пішак · a1 білий ферзь | e7 чорний пішак · d6 чорний пішак · e6 чорний пішак · b5 білий король · c5 чорний слон · g5 білий кінь · d4 чорний король · e4 білий слон · c3 чорний пішак · d2 чорний пішак · e2 чорний пішак · f2 білий пішак · a1 білий ферзь | e7 чорний пішак · d6 чорний пішак · e6 чорний пішак · b5 білий король · c5 чорний слон · g5 білий кінь · d4 чорний король · e4 білий слон · c3 чорний пішак · d2 чорний пішак · e2 чорний пішак · f2 білий пішак · a1 білий ферзь | 1 |
|   | a | b | c | d | e | f | g | h |   |

1. Da1—a8! ~ 2. Sf3#
1. … d5 2. Dh8+! e5 3. Dh1! c2 4. Da1#
- — - — - — -
1. … Ke5 2. DhKf4 3. Dh4+ Ke5 4. Sf3#